# Spirito dolce
Lo spirito dolce (in greco antico: ψιλὸν πνεῦμα?, psilòn pnèuma [p͡siː.lɔ̀n ˈpnɛ́ʊ̯̀.ma]; in greco ψιλή?, psilì; in latino spīritus lēnis) è un segno diacritico usato nella ortografia politonale. In greco antico, segna l'assenza della fricativa glottidale sorda /h/ dall'inizio di una parola.
Alcuni autori hanno interpretato che esso rappresentasse un colpo di glottide, ma una vocale finale alla fine di una parola è regolarmente elisa (rimossa) laddove la parola seguente inizia con un'altra vocale e l'elisione non avverrebbe se la seconda parola cominciasse con un colpo di glottide (o con una qualsiasi forma di consonante occlusiva). Nel suo Vox Graeca, W. Sidney Allen di conseguenza considera l'interpretazione del colpo di glottide come "altamente improbabile".
Lo spirito dolce ( ᾿ ) è scritto in cima a una vocale iniziale, in cima alla seconda vocale di un dittongo, o a sinistra di una maiuscola, e anche, in certe edizioni, sulla prima di una coppia di rho. Non compariva su una ypsilon iniziale, che ha sempre uno spirito aspro (quindi il nome antico ὕ hy, anziché ὔ y).
Lo spirito dolce sopravvisse nell'ortografia politonica tradizionale alla scomparsa del suono /h/ dalla lingua nei tempi ellenistici. È stato eliminato nell'ortografia monotonica moderna.

## Storia
Si pensa che il segno possa derivare da un'evoluzione della parte destra ( ┤ ) della lettera H, che era usata in alcuni dialetti greci come [h] mentre in altri era usata per indicare la vocale eta. Nell'ortografia medievale e moderna, prende una forma simile a una mezza luna (C rovesciata) o a un punto interrogativo:
- ἀ
- Ἀ

Gli spiriti dolci si usavano anche nei primi alfabeti cirillico e glagolitico nella scrittura dell'antico slavo ecclesiastico. Oggi esso si usa nello slavo ecclesiastico secondo una semplice regola: se una parola inizia per vocale, la vocale ha su di essa uno psili. Dall'ortografia russa, esso fu eliminato da Pietro il Grande durante la sua riforma dell'alfabeto e dei caratteri tipografici (1707). Tutti gli altri moderni sistemi di scrittura basati sul cirillico derivano dall'ortografia petrina, perciò non hanno mai avuto lo spirito dolce.

## Coronide
La coronide, il simbolo scritto sopra una vocale contratta per crasi, era originariamente un apostrofo dopo la lettera, ma oggi è scritta di solito come uno spirito dolce.

## Unicode
In Unicode, i codici assegnati allo spirito dolce sono U+0313 (◌̓) per il greco e U+0486 (◌҆) per il cirillico. La coppia di spazio + spirito dolce è U+1FBF (◌᾿).